# John Sayre
John Anthony Sayre, född 1 april 1936 i Tacoma, död 9 november 2023, var en amerikansk roddare.
Sayre blev olympisk guldmedaljör i fyra utan styrman vid sommarspelen 1960 i Rom.